# Sigurd (nome)
Sigurd  è un nome proprio di persona scandinavo maschile.

## Varianti
- Norreno: Sigurðr[1]
- Norvegese: Sjurd[1]
- Svedese: Sigvard[1]
  - Ipocoristici: Sigge[2]

### Varianti in altre lingue
- Frisone: Sjoerd[1]
- Germanico: Siward[1], Sigiward[1]
- Islandese: Sigurður
- Olandese: Sjoerd[1], Sieuwerd[1]
- Tedesco: Siegward[1]

## Origine e diffusione
Deriva dal nome norreno Sigurðr, composto dagli elementi sigr ("vittoria", presente anche in Sigfrido, Sigismondo, Sigrun, Sigrid, Sixten e Signy) e varðr ("guardiano", presente anche in Håvard e Halvard). Il diminutivo svedese Sigge è condiviso anche con gli altri nomi che cominciano con l'elemento sigr.
Il nome è portato dal leggendario protagonista della Saga dei Völsungar, che trova un parallelo nel personaggio germanico di Sigfrido: tale somiglianza può creare confusione tra i nomi Sigurd e Sigfrido, che però sono indipendenti l'uno dall'altra.

## Onomastico
Non esistono santi che portano questo nome, che quindi è adespota. L'onomastico può essere festeggiato in occasione di Ognissanti, il 1º novembre.

## Persone
- Sigurd Andersson, fondista svedese

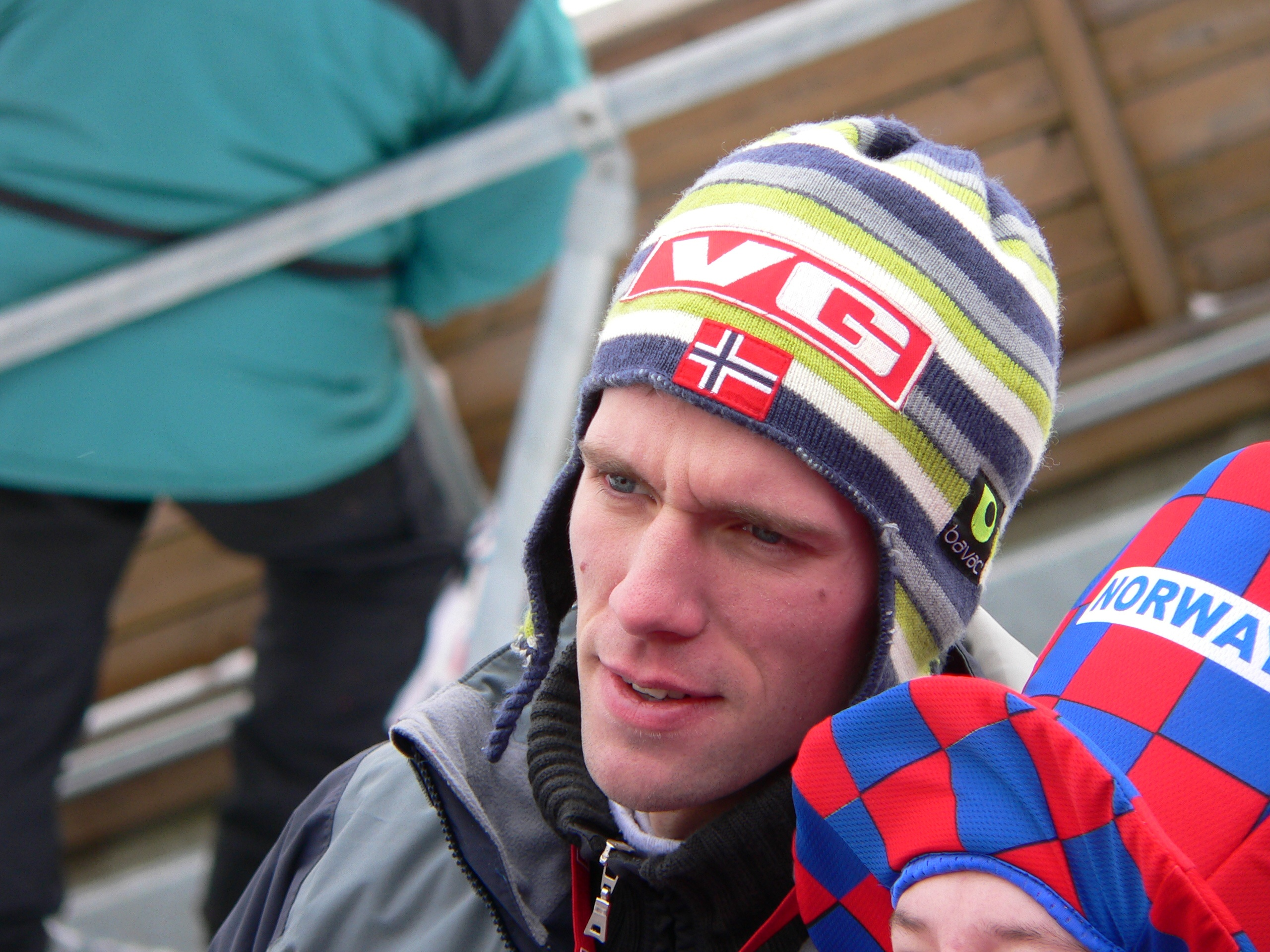
Sigurd Pettersen

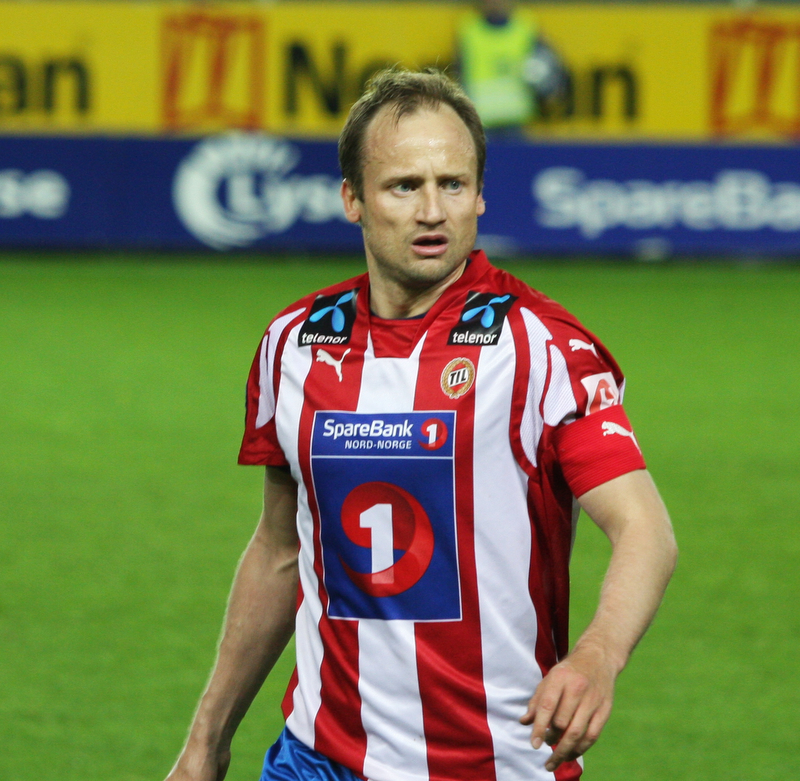
Sigurd Rushfeldt

- Sigurd Christiansen, drammaturgo norvegese
- Sigurd I di Norvegia, re di Norvegia
- Sigurd II di Norvegia, re di Norvegia
- Sigurd Eysteinsson, nobile vichingo
- Sigurd il Forte, nobile vichingo
- Sigurd Kristensen, giocatore di calcio a 5 danese
- Sigurd Leeder, ballerino e coreografo tedesco
- Sigurd Lewerentz, architetto svedese
- Sigurd Nilsson, fondista svedese
- Sigurd Pettersen, saltatore con gli sci norvegese
- Sigurd Rushfeldt, calciatore norvegese
- Sigurd Slembedjakn, pretendente al trono di Norvegia
- Sigurd Šmidt, storico ed etnografo russo
- Sigurd Wongraven, vero nome di Satyr, musicista norvegese

### Variante Sigurður

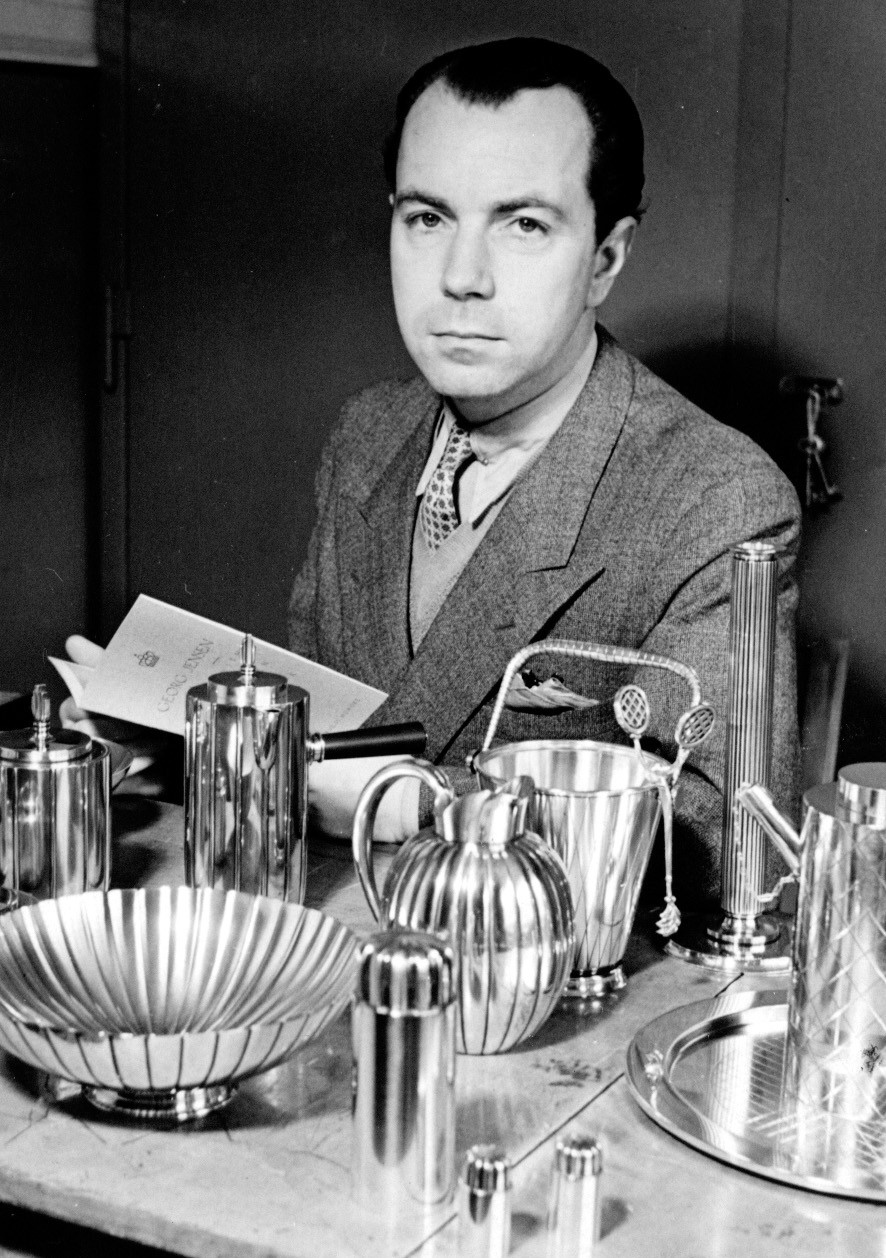
Sigvard Bernadotte

- Sigurður Grétarsson, allenatore di calcio e calciatore islandese
- Sigurður Jónsson, allenatore di calcio e calciatore islandese
- Sigurður Nordal, scrittore e poeta islandese

### Altre varianti
- Sigvard Bernadotte, principe svedese
- Sigurðr Hringr, re danese e svedese
- Sigvard Löfgren, calciatore svedese
- Sigurðr ormr í auga, nobile vichingo
- Sjoerd Overgoor, calciatore olandese